# Teia de Indra

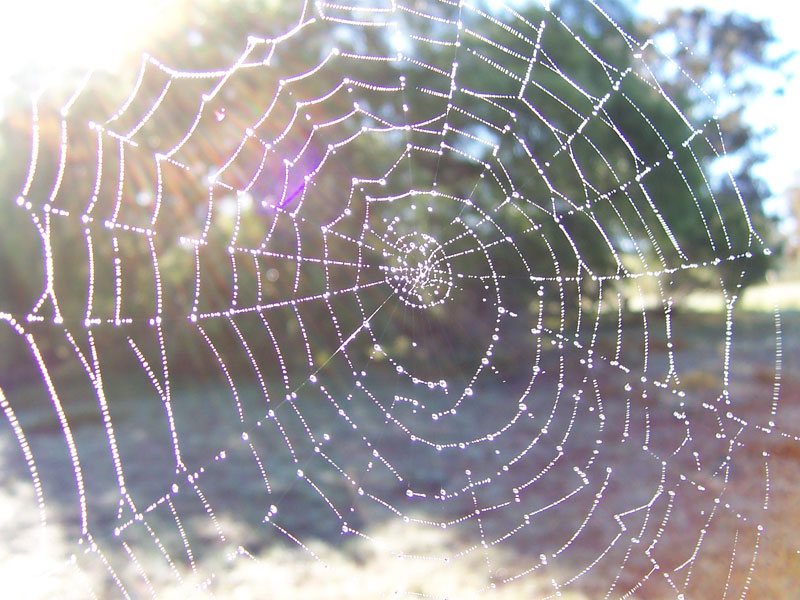
"Imagine uma teia de aranha multidimensional na alvorada, coberta com gotas de orvalho. Cada gota de orvalho contém o reflexo de todas as outras gotas de orvalho. E, em cada gota refletida, os reflexos de todas as outras, assim por diante até o infinito. Esse é o conceito budista do universo em uma imagem." –Alan Watts

A Teia de Indra, ou Rede de Indra (também conhecida como Joias de Indra ou Pérolas de Indra, do sânscrito इंद्रजाल) é uma metáfora usada para ilustrar os conceitos de vácuo (Shunyata), originação dependente (Pratitya samutpada), e interpenetração nas filosofias hinduísta e budista. Embora o conceito hinduísta original tenha sido desenvolvido e explicado em diversos textos filosóficos da Índia antiga, a versão budista da metáfora foi desenvolvida posteriormente pela escola Mahayana através da elaboração do Sutra da Guirlanda de Flores (Avatamsaka) no século III, e em seguida pela escola Huayan, entre os séculos VI e X.

## Explicação
A ideia central do pensamento cosmológico e metafísico budista é que todos os fenômenos estão intimamente conectados. Essa ideia é expressa através da imagem da interconexão do universo tal como expresso na teia da divindade védica Indra, que estaria pendurada sobre seu palácio no monte Meru, o axis mundi, centro do mundo da cosmologia e mitologia védicas. A Rede de Indra teria uma jóia multifacetada em cada vértice, e cada jóia estaria refletida em todas as outras jóias.
Francis Harold Cook descreve a metáfora da rede de Indra da seguinte forma:
Muito além na abóbada celeste do grande deus Indra existe uma maravilhosa teia, pendurada por algum habilidoso artesão de tal forma que se estende infinitamente em todas as direções. De acordo com o gosto extravagante das divindades, o artesão pendurou uma jóia reluzente em cada "olho" da teia, e, assim como a teia é infinita em sua dimensão, as jóias são infinitas em número. Assim ficam penduradas, reluzindo como "estrelas" de primeira magnitude, uma visão deslumbrante para se admirar. Se agora selecionarmos qualquer uma dessas jóias e a examinarmos de perto, descobriremos que em sua face polida estão refletidas "todas" as outras jóias da rede, infinitas em número. E não só isso, mas cada uma das jóias refletidas nesta jóia também reflete todas as outras jóias, de maneira que existe um processo infinito de reflexos.

## O hinduísmo Proto-Sāṃkhya e o budismo antigo
Os materiais mais antigos dos quais essa metáfora foi derivada são encontrados nas obras filosóficas indianas mais antigas, os Saṃhitās védicos, Brâmanas,Upanixades e Sutras, de forma que a "Rede de Indra" tem suas raízes filosóficas nas formas primitivas do Sāṃkhya, uma das seis darśanas do hinduísmo. De fato, muitos estudiosos sustentam que o budismo é um ramo da filosofia Sāṃkhya do hinduísmo.[carece de fontes?]

### Cognição
A hermenêutica Sāṃkhya, associada às práticas da yoga, ensina que a cognição é um "protam" vertical (como o fio que corre verticalmente através de um tear, uma "urdidura"), e que a natureza dos fenômenos (isto é, espacial) é a "trama" que se imbrica pelo tear, em três "cores": branco/amarelo/dourado, vermelho/marrom e azul/preto. Essas três cores correspondem à teoria triguna, composta por sattva (o bem/realidade/existência), rajas (paixão/atividade) e tamas (escuridão/morbidez).[carece de fontes?]

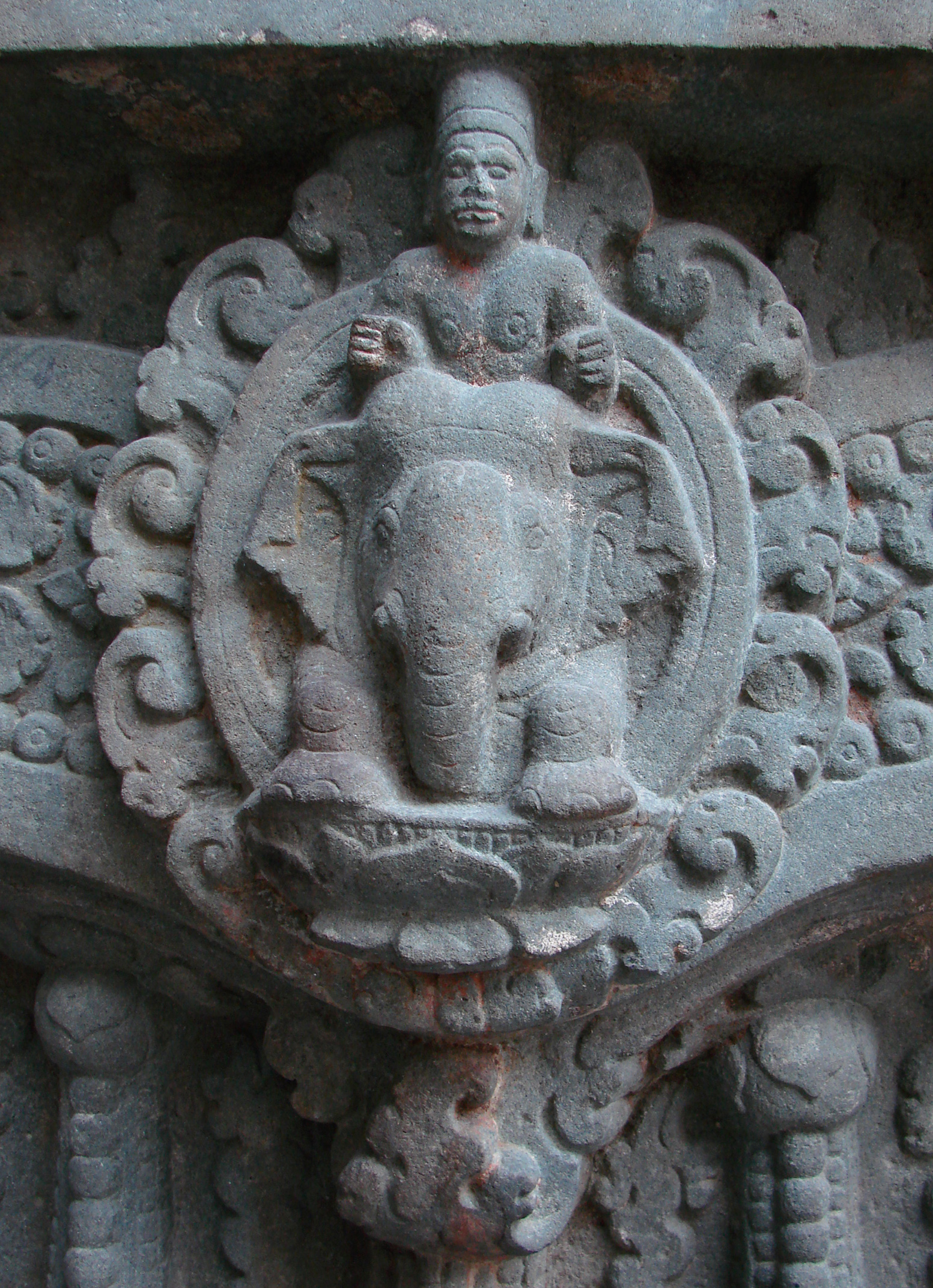
Indra, montado no elefante branco Airavata

### Indra
As fases mais antigas dessa interpretação são menos discretas, mas podem ser vistas nas descrições de Indra como o skambha vertical, ou a coluna do mundo, que também está associada com o centro do universo, sem movimento e atemporal, o eixo da roda do mundo. Chegando-se na pina da roda, experimenta-se a passagem do tempo, mas ao chegar ao centro, não ocorre experiência alguma, um estado no Sāṃkhya denominado kaivalya, ou isolamento. Esse isolamento libertaria o indivíduo da Dukkha (literalmente, "um eixo quebrado ou desencaixado", mas que passa a significar apenas o sofrimento em todas as suas acepções).[carece de fontes?]
Também é possível que a descrição de Indra como condutor de carruagem, as rédeas na mão, ajudou a consolidar a imagem dos fios que compõem a teia, já que é com essas rédeas que Indra faz o mundo girar.[carece de fontes?]

### Budismo
Durante o período Upanixade (cerca de  1000 a.C.–200 d.C.), o deus védico Indra foi semioticamente substituído por Vixnu (por vezes traduzido como "o onipresente") e Shiva ("o auspicioso"),[carece de fontes?] provavelmente por causa da associação do primeiro tanto com com o ano cíclico (a pina da roda do tempo) e seu eixo central, talvez ligado à associação primordial do segundo com o Monte Kailash, uma montanha bela mas praticamente impossível para escalada na região do Himalaia, considerada pelo hinduísmo como o pilar do mundo.[carece de fontes?]
Porém, quando o budismo se separou e desenvolveu sua forma sectária na metade desse período, os budistas posteriores, tais como os do século III d.C., tenderam a identificar-se mais com os elementos antigos doo hinduísmo do que com os que se desenvolveram em seguida.[carece de fontes?] Isso não aconteceu em todo o Oriente, e vários outros elementos da filosofia hinduísta/budista continuaram a se interpenetrar ao longo da história do sudeste asiático, até os dias de hoje.

### A Escola Huayan
Em relação à escola Huayan do budismo chinês, a rede de Indra simboliza um universo em que relações mútuas infinitamente repetidas existem entre todos os elementos do universo.

### Tempo
O elemento "vertical"do tempo (kāla) emerge da tendência de se considerar o norte da mesma forma que o norte celestial (uttara, literalmente, "acima").[carece de fontes?] Para os indianos, que vivem na parte inferior do hemisfério norte, o mundo era considerado como uma montanha, ao redor da qual o sol percorria seu curso diário. [carece de fontes?] Essa revolução constituía uma das pinas da roda do tempo, e designava o eixo norte como o eixo universal, por vezes chamado de "coluna" (skambha) do mundo. [carece de fontes?] Tal direção vertical foi em algum momento associada com o ápice (kūṭa) da realidade, um tema que pode ser visto também no kāla-cakra-tantra do budismo tibetano, o "tear" da roda do tempo.
Como aqui o tempo é tomado em seu sentido psicológico, ou seja, com uma noção de passado, presente e futuro, ainda que "permanecendo sempre no presente", essa coluna vertical também era associada à consciência - o sistema Sāṃkha usa o termo kṣetra-jña ("conhecedor do campo") ou apenas jña ("conhecedor").[carece de fontes?]
Isso permitia a identificação do tempo psicológico com o Tempo-Mundo (mahākāla). Para os metafísicos do sudeste asiático, isso explicava como que a alma (Atman) podia viver eternamente, sendo uma das margens não mensuráveis do tempo eterno. [carece de fontes?] Ainda assim, na metafísica budista, a não fenomenalidade do tempo, juntamente com seu papel limitador e destrutivo quanto a todas as entidades espaciais, implicava que o Atman era ele mesmo "vazio de qualquer conteúdo fenomenal permanente" (śūnyata).[carece de fontes?]
Conceitualmente, o "eixo vertical do mundo", antes entendido como mestre incansável e eterno da mortalidade, dava lugar ao "Tempo, o vazio de toda fenomenalidade".[carece de fontes?]